# Campanula demirsoyi
Campanula demirsoyi är en klockväxtart som beskrevs av Kandemir. Campanula demirsoyi ingår i släktet blåklockor, och familjen klockväxter.
Artens utbredningsområde är Turkiet. Inga underarter finns listade i Catalogue of Life.